# Reino Unido en los Juegos Paralímpicos de Innsbruck 1984
El Reino Unido estuvo representado en los Juegos Paralímpicos de Innsbruck 1984 por un total de 22 deportistas, 19 hombres y tres mujeres.

## Medallistas
El equipo paralímpico británico obtuvo las siguientes medallas:
| Nombre        | Deporte                    | Evento                             |
| ------------- | -------------------------- | ---------------------------------- |
| Oro           |                            |                                    |
| —             |                            |                                    |
| Plata         |                            |                                    |
| Denise Smith  | Carrera de trineo en hielo | 100 m grado I femenino             |
| Denise Smith  | Carrera de trineo en hielo | 300 m grado I femenino             |
| Denise Smith  | Carrera de trineo en hielo | 500 m grado I femenino             |
| Ken Robertson | Carrera de trineo en hielo | 300 m grado I masculino            |
| Bronce        |                            |                                    |
| Ann Peskey    | Carrera de trineo en hielo | 100 m grado I femenino             |
| Ann Peskey    | Carrera de trineo en hielo | 300 m grado I femenino             |
| Ann Peskey    | Carrera de trineo en hielo | 500 m grado I femenino             |
| Ken Robertson | Carrera de trineo en hielo | 100 m grado I masculino            |
| John Watkins  | Esquí alpino               | Combinada LW5/7 masculino          |
| Peter Young   | Esquí de fondo             | 10 km distancia corta B1 masculino |